# Cityterminalen

Cityterminalen är Stockholms centrala bussterminal, belägen mellan Klarabergsviadukten och Kungsbron, i anslutning till Stockholms centralstation och tunnelbanestationen T-Centralen. Tillsammans med centralstationen utgör den Stockholms resecentrum. De flesta långfärdslinjer till och från Stockholm har sin hållplats vid Cityterminalen. Den är utgångspunkt för flygbussar och båtbussar. Även SL har några linjer som har sin terminus här, dessa linjer har ett 'C' som suffix efter linjenumret.
Byggandet av terminalen påbörjades den 3 juni 1985 och den invigdes den 20 januari 1989.
Cityterminalen är ihopbyggd med World Trade Center och har förbindelse med centralstationen via en tunnel under Klarabergsviadukten.  
Stockholms World Trade Center ritades av Arken, Erskine & Tengbom (AET) och invigdes 1989. Byggnaden är del av den internationella organisationen World Trade Center Association – en global, icke vinstdrivande organisation med målsättningen att verka för ett ökat affärsutbyte lokalt, regionalt och internationellt. Det finns flera hundra World Trade Centers runtom i världen och organisationens huvudkontor ligger i New York.
Cityterminalen blev 2007 klassad som en grön byggnad av Stockholms stadsmuseum. En grönklassning innebär att fastigheten är en byggnad som är särskilt värdefull från historisk, kulturhistorisk, miljömässig eller konstnärlig synpunkt.

## Bilder
|  |  |  |